# جون مارشال (فنان قصص مصورة)
جون مارشال (بالإنجليزية: John Marshall)‏ هو فنان قصص مصورة ورسام كارتون أمريكي، ولد في 14 نوفمبر 1955 في Waverly, Franklin County, New York ‏ في الولايات المتحدة.